# سایه‌های موازی
سایه‌های موازی سومین فیلم اصغر نعیمی به عنوان کارگردان، نویسندگی سعید عقیقی و تهیه‌کنندگی علی توکل‌نیا و حسن توکل‌نیا محصول سال ۱۳۹۳ ایران است. این فیلم به اقتباس از داستان کوتاهی از داستایفسکی، به نام «نازنین» ساخته شده است.
این فیلم در تاریخ ۱۰ شهریور ۱۳۹۵ در سینماهای ایران اکران شده است.

## بازیگران
| بازیگر          | نقش    |
| --------------- | ------ |
| ابوالفضل پورعرب | فرهاد  |
| سمیرا حسن پور   | نازنین |
| شهاب حسینی      | ربیعی  |
| سیامک صفری      | دایی   |
| هوشنگ توکلی     | پدر    |
| حدیث فولادوند   | مشتری  |